# Соборный район (Днепр)
Соборный район (укр. Соборний район) — административно-территориальная единица города Днепра (Украина).
Соборный район расположен в центральной части города, на правом берегу Днепра. Район вытянут с севера на юго-восток. Длина района — 10 км, наибольшая ширина — 5,9 км.
Адрес администрации: 49027, г. Днепр, пл. Шевченко, 7.
Глава администрации Соборного района Днепровского городского совета — Федоренко Владимир Владимирович.
Дата создания — 15 марта 1936. В августе 1935 года Днепропетровский обком КП(б)У и облисполком принимает решение о создании в Днепропетровске Октябрьского района за счёт разукрупнения Кировского и Красногвардейского районов. 15 марта 1936 это решение утверждено Президиумом Центрального Исполнительного Комитета УССР.
В 1947—1949 годах 1-й секретарём райкома был Николай Романович Миронов.
До 2015 года имел название Октябрьский (укр. Жовтневий). 26 ноября 2015 года распоряжением и. о. городского головы в процессе декоммунизации район приобрел современное название.
Соборный район является экономическим, культурным и промышленным центром города. Также Соборный район — самый большой район Днепра по населению.

## Население

### Языковой состав
Родной язык населения по данным переписи 2001 года:
| Язык       | Численность, чел. | Доля     |
| ---------- | ----------------- | -------- |
| Украинский | 66 009            | 39,37 %  |
| Русский    | 99 665            | 59,45 %  |
| Другое     | 1 971             | 1,18 %   |
| Итого      | 167 645           | 100,00 % |

## Герб района
В 2016 году был проведен конкурс по созданию нового герба Соборного района. В результате район получил новый яркий и запоминающийся символ.

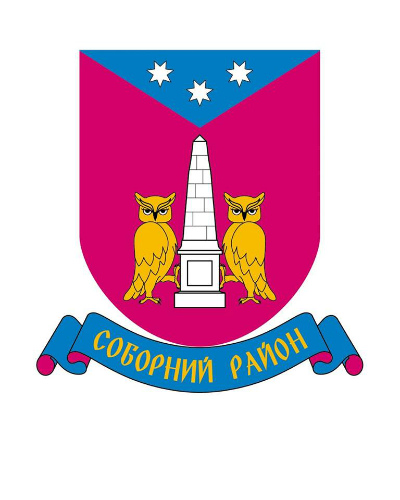
Элементы современного герба района тесно переплетены с историческими аспектами жизнедеятельности территории

Элементы современного герба района тесно переплетены с историческими аспектами жизнедеятельности территории:
- серебряный обелиск олицетворяет старейшее каменное сооружение и первую историко-архитектурный памятник Днепра — так называемую «царицыну милю»;
- совы — одна из птиц как символ мудрости, образования и знаний олицетворяет расположенные на территории Соборного района высшие учебные заведения города и всемирно известные научно-исследовательские институты; вторая сова символизирует старейший днепровский ландшафтный памятник — нынешний Парк культуры и отдыха им. Т. Г. Шевченко, являющийся признанным украшением города и района;
- серебряные звезды — аналогично звездам, изображенным на гербе Днепра, указывают на территориальную принадлежность Соборного района нашему городу;
- пурпурный (малиновый) цвет герба символизирует благородство, достоинство и власть, поскольку в историческом прошлом на территории района проживали наиболее выдающиеся жители города и представители власти;
- синий цвет воплощает реку Днепр, вдоль берега которой территория района протянулась почти на 10 км;
- золото в гербе — символ славных достижений и событий, которыми богата история района, благосостояния его жителей, их душевного богатства и искренности.